# Maisonneuve
Maisonneuve är en kommun i departementet Vienne i regionen Nouvelle-Aquitaine i västra Frankrike. Kommunen ligger i kantonen Mirebeau som tillhör arrondissementet Poitiers. År 2022 hade Maisonneuve 324 invånare.

## Befolkningsutveckling
Antalet invånare i kommunen Maisonneuve
| Referens: INSEE |